# Sybra flavoguttata
Sybra flavoguttata là một loài bọ cánh cứng trong họ Cerambycidae.